# Aspet, Haute-Garonne
Aspet este o comună în departamentul Haute-Garonne din sudul Franței. În 2009 avea o populație de 947 de locuitori.

## Evoluția populației
| An        | 1975  | 1982 | 1990 | 1999 | 2006 | 2009 |
| --------- | ----- | ---- | ---- | ---- | ---- | ---- |
| Populație | 1.229 | 962  | 986  | 923  | 942  | 947  |